# Plagiochasma japonicum
Plagiochasma japonicum är en bladmossart som först beskrevs av Franz Stephani, och fick sitt nu gällande namn av Caro Benigno Massalongo. Plagiochasma japonicum ingår i släktet Plagiochasma och familjen Aytoniaceae. Inga underarter finns listade i Catalogue of Life.